# أديكونلي أديجويغبي
أديكونلي أديجويغبي (بالإنجليزية: Adekunle Adejuyigbe)‏، هُو مُخرج أفلام ومُصور سينمائي نيجيري.

## وصلات خارجية
- أديكونلي أديجويغبي على موقع IMDb (الإنجليزية)
- أديكونلي أديجويغبي على موقع ألو سيني (الفرنسية)